# Armin Only
Armin Only (ang. 'Tylko Armin') – całonocna impreza prowadzona przez holenderskiego DJ-a Armina van Buurena odbywająca się od 2005 roku. Podczas koncertu dominuje elektroniczna muzyka taneczna oraz trance. Towarzyszą jej także pokazy laserów, sztucznych ognii.

## Historia
Po raz pierwszy impreza odbyła się 12 listopada 2005 w hali Ahoy w Rotterdamie. Zgromadziła dziesięciotysięczną publiczność. Wszystkich zaskoczyła długość setu, który trwał 7 godzin. Kolejna edycja eventu odbyła się w tym samym miejscu 11 listopada 2006 roku, w 10-lecie kariery Armina. Tym razem na widowni znalazło się 12 tysięcy osób.
Ciąg dalszy impreza miała w 2008 roku, promując najnowszy album Armina Imagine (tym samym tytuł wydarzenia w owym roku to Armin Only Imagine). Impreza dzieliła się na 5 części – Vision, Scent, Touch, Sound, Emotion (ang. Wzrok, Zapach, Dotyk, Dźwięk, Emocje). Jej pierwsza edycja, rozpoczynająca całą serię, odbyła się w Jaarbeurs w Utrechcie 19 kwietnia 2008 roku, publiczność liczyła już 16 tysięcy osób. Dużą rolę we wzroście popularności imprezy miało zdobycie przez Armina w 2007 i 2008 roku tytułu Najpopularniejszego DJ-a Świata w rankingu DJ Mag Top 100.
W Polsce Armin Only odbył się 29 listopada 2008 roku w poznańskiej hali Arena.
Po raz ostatni impreza odbyła się w noc sylwestrową 2008/2009 w The Los Angeles Sports Arena (USA).

## Armin Only – Mirage
Na 2010 zaplanowano kolejną edycję Armin Only, którą zapoczątkuje występ w holenderskim Utrechcie. Jedna z imprez ma odbyć się w Polsce w Poznaniu. Trasa obejmuje w sumie około 20 państw m.in. Czechy. Zapis z występu z 13 listopada został wydany na DVD i blu-ray.

### Trasa koncertowa Mirage
| Data                 | Miasto       | Państwo           | Miejsce                               | Uwagi                   |
| -------------------- | ------------ | ----------------- | ------------------------------------- | ----------------------- |
| 13 listopada 2010    | Utrecht      | Holandia          | Jaarbeurs                             |                         |
| 4 grudnia 2010       | Kijów        | Ukraina           | IEC                                   |                         |
| 10 grudnia 2010      | Buenos Aires | Argentyna         | Hipico Argentino                      |                         |
| 11 grudnia 2010      | Buenos Aires | Argentyna         | Hipico Argentino                      |                         |
| 31 grudnia 2010      | Melbourne    | Australia         | Etihad Stadium                        |                         |
| 22 stycznia 2011     | Bejrut       | Liban             | BIEL Center                           |                         |
| 12 lutego 2011       | Petersburg   | Rosja             | SKK Arena                             |                         |
| 19 lutego 2011       | Poznań       | Polska            | Międzynarodowe Targi Poznańskie (MTP) |                         |
| 6 maja 2011          | Moskwa       | Rosja             | TBC                                   |                         |
| 7 maja 2011          | Moskwa       | Rosja             | TBC                                   |                         |
| 10 czerwca 2011      | Bratysława   | Słowacja          | Zimný štadión Ondreja Nepelu          |                         |
| 29 października 2011 | Los Angeles  | Stany Zjednoczone | Oak Canyon Park                       | Koncert został odwołany |